# 朱友坿
黔江悼怀王朱友坿（1407年—1426年6月3日），明朝蜀献王朱椿嫡孙，蜀悼莊世子朱悦燫嫡次子。

## 生平
永乐七年（1409年），其父朱悦燫去世。永乐二十二年（1424年）十月，明仁宗下诏封朱友坿为黔江王。朱友坿謹靜有行。宣德元年（1426年）四月逝世，明宣宗輟視朝一日，命有司治喪葬，遣官賜祭，諡悼懷。当时他还没有结婚，他的封国因没有后嗣而被除封。其墓葬位于明蜀王陵中。